# Hosokawa Tadaoki
Hosokawa Tadaoki (細川 忠興 (Tế Xuyên Trung Hưng) ngày 28 tháng 11 năm 1563 - ngày 18 tháng 1 năm 1646) là một chiến binh samurai Nhật Bản thời kỳ Sengoku cuối và đầu thời Edo.

## Thời trẻ
Tadaoki là con trai cả của Hosokawa Fujitaka. Ông đã chiến đấu trong trận đấu đầu tiên của anh ở tuổi 15. Trong trận đấu đó, ông phục vụ cho Oda Nobunaga.

## Daimyo
Tadaoki được trao tặng cho tỉnh Tango năm 1580. Ngay sau đó, ông cưới Hosokawa Gracia, con gái của Akechi Mitsuhide. Năm 1582, Akechi Mitsuhide nổi dậy chống lại Nobunaga và Nobunaga đã tự sát bằng nghi thức mổ bụng. Akechi quay sang Hosokawa Fujitaka và Hosokawa Tadaoki để được giúp đỡ. Họ từ chối giúp ông, và Mitsuhide đã bị đánh bại bởi Toyotomi Hideyoshi.

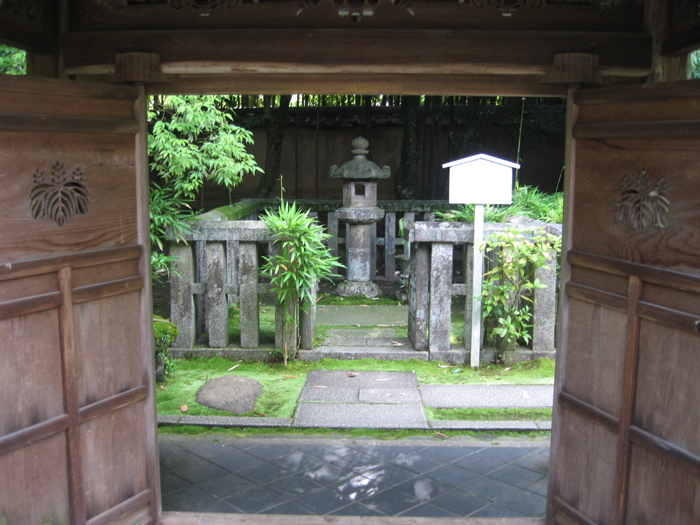
Mộ của Tadaoki và vợ của ông Gracia, tại Daitokuji, Kyoto

Tadaoki có mặt trong đội Hideyoshi trong trận Komaki và Nagakute (1584) và Chiến dịch Odawara (1590), nơi ông tham gia cuộc bao vây Nirayama (tỉnh Izu) và sau đó gia nhập quân đội chính bên ngoài Odawara. Trong những năm 1590, ông trở thành bạn với Tokugawa Ieyasu (người đã cho ông vay tiền để giúp đỡ một số khoản nợ Toyotomi Hidetsugu) và năm 1600 đã chống lại Ishida Mitsunari. Vào tháng 7, Ishida đã cố gắng giành đòn bẩy cho những người nghiêng về Ieyasu bằng cách nhận làm con tin cho tất cả những người có gia đình ở lâu đài Osaka. Điều này đã xảy ra bao gồm vợ của Tadaoki - bây giờ là một Kitô hữu, rửa tội 'Gracia'. Để tránh bị bắt, Gracia ra lệnh cho một người đầy tớ giết chết cô và đốt cháy khu của họ. Mặc dù không có lý do gì để tin rằng Hosokawa đã bị xúc phạm bởi sự kiện này, nhưng nó đã được coi là một hành động lừa dối kinh khủng, và phục vụ cho việc Tadaoki - trong số những người khác - vào trong trại của Ieyasu.
Tại trận Sekigahara (ngày 21 tháng 10 năm 1600) Tadaoki đã chỉ huy 5.000 người trong đội tiên phong Tokugawa và đụng độ với lực lượng của Shima Sakon. Ông đã được trao tặng một số tiền trong Buzen (Kokura, 370.000 koku) và tiếp tục phục vụ tại bao vây Osaka (1614-1615). Ông được kế nhiệm bởi Hosokawa Tadatoshi (1586-1641), người có mặt tại cuộc vây hãm Shimabara (1637-1638). Năm 1632, Tadatoshi nhận được một vị lãnh đạo lớn ở Higo (Kumamoto, 540.000 koku), nơi gia đình Hosokawa còn lại cho đến năm 1871.

## Tham khảo

The emblem (mon) of the Hosokawa clan